# Mahouš
Mahouš är en ort i Tjeckien.   Den ligger i regionen Södra Böhmen, i den sydvästra delen av landet, 120 km söder om huvudstaden Prag. Mahouš ligger 427 meter över havet och antalet invånare är 154.
Terrängen runt Mahouš är platt åt nordost, men åt sydväst är den kuperad.Runt Mahouš är det ganska glesbefolkat, med 42 invånare per kvadratkilometer. Närmaste större samhälle är České Budějovice, 17,9 km sydost om Mahouš. I omgivningarna runt Mahouš växer i huvudsak blandskog.